# Eduardo Pinho Moreira
Eduardo Pinho Moreira (Laguna, 11 de julio de 1949) es un médico y político brasileño que fue gobernador de Santa Catarina entre el 9 de abril de 2006 y el 1 de enero de 2007.
Fue diputado federal constituyente entre 1987 y 1991 siendo reelegido ese año. En 1992 fue elegido alcalde de Criciúma, teniendo que renunciar a su cargo de diputado federal para asumir el cargo. Gobernó el municipio de 1993 a 1996. También ejerció, en el gobierno del estado, las funciones de secretario de estado del Registro Civil y presidió las Centrales Eléctricas de Santa Catarina.
El 1 de enero de 2003, Luiz Henrique da Silveira tomó posesión como gobernador de Santa Catarina, teniendo a Moreira como vicegobernador. El 9 de abril de 2006 Luiz Henrique renunció a su cargo para dedicarse exclusivamente a su campaña de reelección, lo que posibilitó que Moreira asumiese el cargo de gobernador del estado.
Su mandato como gobernador terminó el 1 de enero de 2007, cuando transmitió su cargo a Luiz Henrique da Silveira, que había sido reelegido en la última jornada electoral. El vicegobernador elegido para el segundo mandato de Luiz Henrique fue el ex-senador Leonel Pavan del PSDB.
| Predecesor: Luiz Henrique da Silveira | Gobernador de Santa Catarina 2006 - 2007 | Sucesor: Luiz Henrique da Silveira |

- Datos: Q3048367
- Multimedia: Eduardo Pinho Moreira / Q3048367